# I ragazzi venuti dal Brasile (film)
I ragazzi venuti dal Brasile (The Boys from Brazil) è un film del 1978 diretto da Franklin J. Schaffner, tratto dal romanzo omonimo di Ira Levin.

## Trama
Negli anni sessanta, in Paraguay, il criminale nazista dottor Josef Mengele elabora una operazione per clonare Adolf Hitler, utilizzando il sangue e i tessuti da lui stesso prelevati al Führer prima della sua morte. Il piano è quello di fare nascere 94 bambini geneticamente identici, affidandoli tramite adozione a ignare famiglie accuratamente selezionate al fine di riprodurre le esatte condizioni familiari e sociali dell'infanzia e dell'adolescenza dello stesso Hitler. 
Così, dopo 14 anni, è prevista la morte dei padri, come era accaduto al futuro dittatore.
Mengele ha a disposizione una squadra composta da veterani nazisti e giovani fanatici, per compiere i 94 omicidi. Nonostante il successo dei primi omicidi, Ezra Lieberman, famoso cacciatore di nazisti, messo in allerta da un giovane giornalista americano che sta conducendo un'inchiesta sui nazisti rifugiati in Sudamerica, comincia a indagare in proprio. Lieberman scopre, durante un interrogatorio in carcere ad una ex guardiana di lager, che questa era stata incaricata di gestire le adozioni di alcuni dei cloni di Hitler, completamente all'oscuro dei retroscena. La donna ricorda ancora i nomi di alcune delle famiglie adottive e, visitandole, Lieberman constata la presenza di ragazzi identici.
Venuti a sapere dell'operato di Lieberman, i capi dell'organizzazione dei camerati nazisti sospendono ogni operazione spingendo Mengele, furibondo, a proseguire da solo. Recatosi a casa di uno dei ragazzi-cloni per ucciderne il padre, trova sulla sua strada ancora Lieberman a braccarlo. Ironia della sorte, Mengele muore per mano della sua creazione, che lo fa sbranare dai cani per vendicare l'uccisione del padre, salvando al tempo stesso Lieberman. 
Mentre i servizi segreti israeliani vorrebbero eliminare tutti i giovani cloni, Liebermann brucia la lista per non rendersi complice di così tanti omicidi di innocenti. 
La scena finale mostra il ragazzo, appassionato di fotografia, osservare affascinato le foto che ha scattato a Mengele morto.

## Produzione

### Riprese
Le riprese del film, svoltesi dal 1º ottobre 1977 al 14 marzo 1978, furono effettuate in varie località dell'Austria compresa Vienna, in Inghilterra negli Shepperton Studios, a Lisbona e negli Stati Uniti in Pennsylvania, a Lancaster.

## Accoglienza

### Incassi
Il film, girato con un budget di 12 milioni di dollari, incassò negli Stati Uniti 19 milioni di dollari.

## Riconoscimenti
- 1979 – Premio Oscar
  - Candidatura al miglior attore a Laurence Olivier
  - Candidatura al miglior montaggio a Robert Swink
  - Candidatura alla migliore colonna sonora a Jerry Goldsmith

- 1978 – National Board of Review Award
  - Miglior attore a Laurence Olivier